# 休刊
休刊（きゅうかん）、もしくは廃刊（はいかん）は、出版されている新聞や雑誌などの編集、および発行を停止すること。
新聞休刊日のような単発的な発行休止と、編集部を廃止してその後の発行を完全に停止する場合のいずれも同じく休刊と呼ぶ。本項では後者の件について記述する。

## 概要
実際には廃刊であっても、復刊を目指して、あるいは読者や関係各所に匂わせて、休刊と公称するケースが多い。雑誌の場合、廃刊すると雑誌コードを返上しなければならないが、再取得は困難なため、復刊の目処の有無にかかわらず休刊と公称するのが通例。ただし、出版社が倒産もしくは廃業した場合、雑誌コードを喪失したとして扱われることもあるため、廃刊と呼ばれることもある。
休刊した雑誌が復刊するよりも、その雑誌コードで別の雑誌が創刊される場合がほとんどである。休刊された雑誌に連載されていた作品については、他誌に引き継がれる（移籍）ものや、著者が自費出版として出すものがある。

## 廃刊になった新聞
2023年6月には、1703年8月に創刊された世界最古の日刊紙であるオーストリアのウィーン・ツァイトゥングが廃刊となった。320年の歴史を誇り、モーツァルトやベートーヴェンも同紙に広告を出していた。

## 休刊後に復刊した雑誌

### 1980年代
- 平凡パンチ→NEWパンチザウルス（マガジンハウス） - 1988年10月休刊、1989年2月復刊

### 1990年代
- ペントハウス（講談社→ぶんか社） - 休刊年不明、1995年復刊
- 調査情報→新・調査情報 passingtime（TBS→TBSメディア総合研究所） - 1993年4月休刊、1996年復刊
- 週刊アスキー（アスキー） - 1997年9月休刊、同年11月復刊[注釈 1]
- ガロ（青林堂） - 定期刊行が終了した1997年から2002年まで、休刊・復刊を繰り返すという事実上不定期刊に近い形となっていた。
- Oh!X（日本ソフトバンク→ソフトバンクパブリッシング） - 1995年11月休刊、1998年よりムックの形で復刊
- コミックバーズ（スコラ→ソニー・マガジンズ→幻冬舎） - 1999年5月休刊、同年7月復刊。コミックバーガー時代にも一度復刊された
- スコラ（スコラ→スコラマガジン） - 1999年4月休刊、同年12月復刊

### 2000年代
- DOS/V USER、遊ぶインターネット（宝島社） - 2000年10月休刊、2001年4月復刊[注釈 2]
- ロッキンf（立東社→晋遊舎） - 2001年休刊、2002年復刊。アポロ・コミュニケーション→サウンド・デザイナーと出版社を移り、2007年に「We ROCK」と誌名変更したが、2015年に「ロッキンf」も別途復刊
- DAYS JAPAN（講談社→デイズジャパン） - 1990年1月休刊、2004年4月に復刊。ただし、扱いは新装刊となっている
- 漫画アクション（双葉社） - 2003年休刊、2004年復刊
- PC Japan（ソフトバンククリエイティブ） - 2004年5月休刊、同年10月復刊
- 経済（新日本出版社） - 2003年休刊、2005年復刊
- 薔薇族（第二書房→メディアソフト） - 2004年9月休刊、2005年4月復刊
- 月刊COMICリュウ（徳間書店） - 2006年9月復刊。ただし、扱いは新装刊となっている
- 月刊アスキー（アスキー） - 2006年7月休刊、同年10月復刊
- ラジオパラダイス（三才ブックス） - 1990年休刊、2007年にムックの形で復刊
- ゴング格闘技（日本スポーツ出版社→イーストプレス→アプリスタイル） - 2007年4月休刊、2007年6月「GONKAKU」として復刊、翌年に誌名を戻すも2017年再休刊、2019年再復刊
- マナバーン（ホビージャパン） - 2005年6月休刊、2008年2月より年鑑誌として復刊
- ホームラン（日本スポーツ出版社→廣済堂出版→ミライカナイ） - 2007年2月休刊、2008年3月復刊
- 俳句研究（富士見書房→角川・エス・エス・コミュニケーションズ） - 2007年8月休刊、2008年3月復刊
- ハムスペ（あおば出版→イースト・プレス） - 2007年6月休刊、2008年4月復刊
- 宇宙船（朝日ソノラマ→ホビージャパン） - 2005年6月休刊、2008年4月復刊
- F1モデリング（山海堂→東邦出版） - 2007年12月休刊、2008年7月復刊
- ファンロード（ラポート→大都社→インフォレスト） - 2003年9月休刊、同年12月復刊、2009年3月再休刊、同年7月再復刊

### 2010年代
- アニメスタイル（美術出版社→スタジオ雄） - 2000年休刊、2011年5月復刊
- GiRLPOP（ソニー・マガジンズ） - 2006年休刊、2011年6月復刊
- ワイアード（DDPデジタルパブリッシング→コンデナスト・ジャパン） - 1998年11月休刊、2011年7月復刊
- ホットバージョン（2&4モータリング社→HVプロジェクト） - 2011年4月休刊、同年8月復刊
- 旅と鉄道（鉄道ジャーナル社→朝日新聞出版→山と渓谷社） - 2009年休刊、2011年9月復刊
- プレイドライブ（芸文社→サンク） - 2007年7月休刊、2008年6月復刊、2012年3月再休刊、同年6月再復刊
- Gun（国際出版→ユニバーサル出版） - 2011年11月休刊、2012年9月「Gun Magazine」の題字で復刊
- 盆栽世界（新企画→エスプレス・メディア出版） - 2012年3月休刊、同年7月復刊
- セガマガジン - フリーペーパーとして復刊。その後再休刊
- 週刊ゴング（日本スポーツ出版社→アイビーレコード、徳間書店） - 2007年3月休刊、2015年1月不定期刊として復刊、2016年再休刊
- ラブベリー（徳間書店） - 2012年2月休刊、2015年12月よりムックの形で復刊
- 小悪魔ageha（イン・フォレスト→ネコ・パブリッシング→トランスメディア） - 2014年5月会社倒産のため廃刊、2015年復刊、2017年10月再休刊、同年12月再復刊
- COSMODE→COSPLAY MODE（イン・フォレスト→ファミマ・ドット・コム→シムサム・メディア） - 2014年5月会社倒産のため廃刊、同年9月「COSPLAY MODE」に改題して復刊
- SHOXX（音楽専科社→EMTG） - 2016年9月休刊、2017年2月ムック形式で復刊準備号を発行
- Pick-up Voice（音楽専科社→辰巳出版→EMTG） - 2016年9月休刊、同年10月に辰巳出版が「声優 Pick-up Actor」に改題してムックの形で刊行するも1回限りで再び休刊、2017年1月になりEMTGよりムックの形で元の名称にて復刊（実質的には月刊）
- CONTINUE（太田出版） - 2010年休刊、2018年復刊

### 2020年代
- 映画秘宝（洋泉社→双葉社→秘宝新社） - 2020年1月休刊、同年4月復刊、2022年3月再休刊[2]、2024年1月再復刊[3]
- Febri（一迅社） - 2020年8月休刊、2022年11月復刊[4]